# Skåne Music Award
Skåne Music Award är ett svenskt musikpris, instiftat 2015, utdelat årligen till musikperson med anknytning till Skåne. Det föregicks av Sir George Martin Music Award, instiftat 2010.

## Skåne Music Award
Skåne Music Award utdelas till framstående musikperson/personer av Musik i Syd och Musikhögskolan i Malmö och sponsras av Swedbank. Prissumman är på 100 000 kronor och utdelningen sker i samband med en årlig musikgala i september på Palladium i Malmö.

## Sir George Martin Music Award
Priset är för Musik i Syd och Musikhögskolan en ersättning för det föregående Sir George Martin Music Award. Detta pris skapades 2010 på initiativ av förre bankdirektören och Beatles-kännaren Staffan Olander i samverkan med den brittiske musikpersonligheten Sir George Martin, sedan denne 2010 utnämndes till hedersdoktor i musik vid Lunds universitet och Musikhögskolan i Malmö. Priset på 100 000 kronor utdelades av samma institutioner årligen i maj på Palladium i George Martins närvaro och sponsrades av Sparbanken Öresund. Även detta pris utdelades till personer med tydlig skånsk anknytning och som ansågs ha verkat i hans anda som producent, kompositör, arrangör, dirigent eller musiker. 
Då George Martin av praktiska och åldersmässiga skäl inte längre kunde närvara vid utdelningarna, ansåg de utdelande musikinstitutionerna att anknytningen till huvudpersonen försvagades och valde att i stället skapa det nya priset på samma grunder.

## Pristagare
Sir George Martin Music Award
- 2011 – Christoffer Lundquist
- 2012 – Nils Landgren
- 2013 – Pernilla Andersson
- 2014 – Ale Möller

Skåne Music Award
- 2015 – Nina Persson
- 2016 - Göran Söllscher[1]